# گرایفنبورگ
گرایفنبورگ (به آلمانی: Greifenburg) یک منطقهٔ مسکونی در اتریش است که در ناحیه اشپیتال آن در دراو واقع شده‌است. گرایفنبورگ ۱٬۹۱۱ نفر جمعیت دارد.